# Momaligi
Momaligi é uma cidade da Serra Leoa.